# إيفو روديك
إيفو روديك (بالإنجليزية: Ivo Rudic)‏ مواليد 24 يناير 1942 في سبليت - الوفاة 22 نوفمبر 2009، كان لاعب كرة قدم أسترالي كان يلعب كمدافع. سبق له أن لعب في كأس العالم لكرة القدم مع منتخب بلاده.

## المسيرة الاحترافية

### أندية لعب لها
- نادي سيدني أوليمبيك

## روابط خارجية
- إيفو روديك على موقع الاتحاد الدولي (مؤرشف)  (الإنجليزية)
- إيفو روديك على موقع Soccerway.com (الإنجليزية)
- إيفو روديك على موقع عالم كرة القدم.نت (الإنجليزية)